# Goban

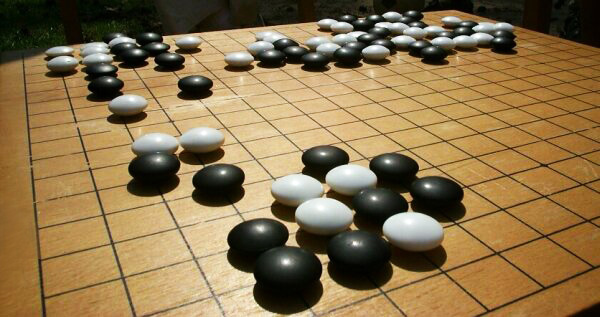
Un goban traditionnel, avec des pierres noires et blanches.

Le goban est l'appellation japonaise, également utilisée en Occident, du qipan (chinois : 棋盤 ; pinyin : qípán), tablier sur lequel on joue au go, mais aussi à des jeux d'alignement comme le Pente.
La grille 19 × 19 est la taille officielle pour le go. Les grilles 9 × 9 et 13 × 13 sont cependant parfois utilisées par les débutants ou pour des parties rapides, même entre professionnels.

## Legobanoriginel
Le go peut se jouer sur des grilles de tailles diverses, sans aménagement particulier des règles de base (mis à part les pierres de handicap et le komi). 
La taille originelle des goban est d'ailleurs une question historique qui fait l'objet de débats. Selon certains chercheurs, le go se serait d'abord joué sur un support de 8 × 8 cases, soit 9 × 9 lignes. Il aurait ensuite évolué vers une taille de 17 × 17 lignes (qui serait la fusion de 4 grilles 9 × 9) et enfin vers la taille de 19 × 19. L'une des raisons de cette dernière évolution résiderait dans les caractéristiques mathématiques, calendaires et divinatoires prêtées au nombre 361.

## Legobantraditionnel

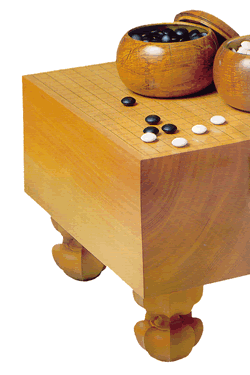
Un goban traditionnel.

Traditionnellement, le goban est une table dont les dimensions sont :
| Élément                                     | Dimensions (mm) |
| ------------------------------------------- | --------------- |
| Largeur du plateau                          | 424,2           |
| Longueur du plateau                         | 454,5           |
| Épaisseur de plateau                        | 151,5           |
| Espacement entre les lignes sur la largeur  | 22,0            |
| Espacement entre les lignes sur la longueur | 23,7            |
| Épaisseur de trait                          | 1,0             |
| Diamètre des marqueurs (hoshi)              | 4,0             |
| Diamètre d'une pierre                       | 22,1            |

L'épaisseur du plateau peut varier, elle est souvent plus grande que celle des échiquiers ou des damiers (de 5 à 20 cm). Lorsque l'épaisseur le permet, la face inférieure du goban est travaillée en forme de pyramide inversée (heso en japonais: le nombril), qui ferait varier la sonorité en fonction de l'endroit où l'on joue (« frappe ») sa pierre.
La table repose sur 4 pieds d'environ 12 cm de haut. Cependant, concède le règlement, le go peut se jouer sur des goban ne respectant pas ces normes.
À la surface du goban, la grille est tracée à l'encre ou rainurée. Traditionnellement les lignes étaient tracée à l'aide d'un sabre encré sur un tampon de gomme laque noire (Tachi-mori).
Les cases, toutes identiques, mesurent 23,7 × 22 mm. Cette différence de dimensions a pour but de donner au joueur l'illusion que les cases s'éloignant de lui soient carrées (le goban étant vu de biais).

## Variantes
La taille imposante du goban, son coût élevé (le kaya est un bois très cher) et sa fragilité ont poussé les fabricants à trouver d'autres solutions.
Le goban traditionnel en forme de table est très volumineux, encombrant et peu pratique pour le transport. De plus, il n'est pas conçu pour être posé sur une table. On supprime donc les pieds et on réduit l'épaisseur. Largeur et longueur sont difficiles à réduire, en raison de la taille fixe des pierres, mais il existe des goban pliables. 
La forme la plus élaborée ne peut être réalisée qu'à partir d'arbres vieux de plusieurs siècles et seuls deux ou trois plateaux peuvent être fabriqués avec le bois d'un arbre. Ces goban peuvent atteindre des sommes considérables (40 000 €, par exemple). Un goban traditionnel en kaya, même avec une autre coupe, reste de toute façon d'un prix élevé.
Les goban actuels sont donc moins épais et d'autres bois remplacent le kaya. Par exemple, le katsura et le shin kaya (« nouveau kaya » en japonais), mais aussi le hêtre, le chêne ou le bambou. On trouve maintenant aussi des goban en plastique, en vinyle et en carton, voire en papier.

### Leshoshi
|  |  |  |  |  |  |  |  |  |  |  |  |  |  |  |  |  |  |  |
|  |  |  |  |  |  |  |  |  |  |  |  |  |  |  |  |  |  |  |
|  |  |  |  |  |  |  |  |  |  |  |  |  |  |  |  |  |  |  |
|  |  |  |  |  |  |  |  |  |  |  |  |  |  |  |  |  |  |  |
|  |  |  |  |  |  |  |  |  |  |  |  |  |  |  |  |  |  |  |
|  |  |  |  |  |  |  |  |  |  |  |  |  |  |  |  |  |  |  |
|  |  |  |  |  |  |  |  |  |  |  |  |  |  |  |  |  |  |  |
|  |  |  |  |  |  |  |  |  |  |  |  |  |  |  |  |  |  |  |
|  |  |  |  |  |  |  |  |  |  |  |  |  |  |  |  |  |  |  |
|  |  |  |  |  |  |  |  |  |  |  |  |  |  |  |  |  |  |  |
|  |  |  |  |  |  |  |  |  |  |  |  |  |  |  |  |  |  |  |
|  |  |  |  |  |  |  |  |  |  |  |  |  |  |  |  |  |  |  |
|  |  |  |  |  |  |  |  |  |  |  |  |  |  |  |  |  |  |  |
|  |  |  |  |  |  |  |  |  |  |  |  |  |  |  |  |  |  |  |
|  |  |  |  |  |  |  |  |  |  |  |  |  |  |  |  |  |  |  |
|  |  |  |  |  |  |  |  |  |  |  |  |  |  |  |  |  |  |  |
|  |  |  |  |  |  |  |  |  |  |  |  |  |  |  |  |  |  |  |
|  |  |  |  |  |  |  |  |  |  |  |  |  |  |  |  |  |  |  |
|  |  |  |  |  |  |  |  |  |  |  |  |  |  |  |  |  |  |  |

Les hoshi (« étoiles ») sont des intersections marquées par un point un peu plus épais sur la grille.
Sur un goban standard (19 × 19 lignes), il s'agit des neuf points suivants :
- quatre hoshi situés à (4,4) depuis un coin ;
- quatre hoshi situés à (4,10) entre les points précédents ;
- un hoshi situé au centre (10,10), appelé le tengen (« centre du ciel »).

Outre leur intérêt pour le repérage sur la grille, les hoshi marquent les positions sur lesquelles sont posées les pierres de handicap.